# Kay Kendall
Kay Kendall, egentligen Justine Kay Kendall McCarthy, född 21 maj 1927 i Withernsea i East Yorkshire, död 6 september 1959 i London, var en brittisk skådespelare.
Kay Kendall medverkade i baletten vid London Palladium som 13-åring. Hon turnerade sedan med sin syster i en varietéshow. Hon hade småroller i brittiska filmer från 1944. Sitt stora genombrott fick hon 1953 i filmen På vift med Genevieve.
Kendall var gift med skådespelaren Rex Harrison från 1957 fram till sin död 1959 i leukemi, 33 år gammal.

## Filmografi i urval
- 1953 – På vift med Genevieve
- 1954 – Doktorn är här
- 1955 – En snygg historia
- 1955 – Kronan och svärdet
- 1957 – Les Girls
- 1958 – Vad vet mamma om kärlek?
- 1960 – En gång till, älskling!